# ایوانز وایز
ایوانز وایز (انگلیسی: Evans Wise؛ زادهٔ ۲۳ نوامبر ۱۹۷۳) یک بازیکن فوتبال اهل ترینیداد و توباگو است.
وی همچنین در تیم ملی فوتبال ترینیداد و توباگو بازی کرده‌است.